# Synagogue de Rouen
La synagogue de Rouen est une synagogue consistoriale de rite sépharade, située au 55 de la rue des Bons-Enfants à Rouen.
Devant l’entrée, une plaque commémorative rend hommage aux morts en déportation de la communauté juive de la ville.

## Situation
La desserte de la synagogue s'effectue par la station de métro Palais de Justice ou par bus, arrêt Square Verdrel.

## Historique
Deux rues principales divisent au Moyen Âge le territoire de l'ancienne Rothomagus : du nord au sud le cardo (l'actuelle rue des Carmes) et de l’est à l’ouest le decumanus (l'actuelle rue du Gros-Horloge). La rue aux Juifs ou Vicus judaeorum, d'une longueur de 300 mètres, se trouvait dans le secteur nord-ouest de la ville, parallèle au decumanus voisin. Cette rue, mentionnée dès 1116 dans Les Annales de Rouen, était le centre du quartier qu'on appelait la terra judaeorum (terre des Juifs). Ce n'est qu'après l'expulsion des juifs en 1306 que la "place aux Juifs", qui en était le centre, sera appelée le « clos aux Juifs. » Au Moyen Âge, la superficie du quartier était de 28 500 m2, soit environ le douzième de la superficie intra muros de la ville.
Situé en plein cœur de la cité, le quartier était habité par une population juive très importante, qui atteindra 5 000 à 6 000 personnes, soit 15 à 20 % de la population totale, à la fin du XIIIe siècle, juste avant l'expulsion décidée par Philippe le Bel (1306).
Le cimetière se situait à l'extérieur des murs de la ville, au-delà du présent boulevard de la Marne en montant vers Mont-Saint-Aignan. On l'appelait le “cimetière as Juieulz” ou le Mons Judaeorum. Ce terme s'appliquait souvent aux cimetières juifs en Europe au Moyen Âge,. Sa surface (environ 2 hectares) témoigne de l'importance de la communauté juive (à comparer aux 2,5 ha du cimetière de Cologne).

### Synagogues médiévales
La synagogue primitive, en bordure de l'actuelle rue du Gros-Horloge, a été détruite lors du pogrom qui a ravagé tout le quartier juif au départ de la 1re croisade (1096) et remplacée par l'église Notre-Dame-de-la-Ronde, dont l'existence est attestée depuis 1255, mais qui est certainement antérieure.
Peu après, un nouvel édifice est construit à une centaine de mètres de là, presque à l'angle de la rue aux Juifs (au niveau du no 55) et de la rue des Boucheries Massacre (actuelle rue Massacre). La tour circulaire qui flanquait le bâtiment est représentée dans le Livre des fontaines de Rouen de Jacques Le Lieur (1525). On trouve la synagogue mentionnée dans le "Second plan de la Ville de Rouen" (1782) établi pour les XIIe et XIVe siècles par Rondeaux de Sétry, président de l'Académie des sciences, belles-lettres et arts de Rouen, puis décrite en 1821 par l'historien Eustache de la Quérière comme un grand pavillon de style roman, presque carré, à demi enterré, avec deux étages voûtés. Son aspect est rendu par un dessin d'architecture du XVIIIe siècle conservé aux Archives départementales de la Seine-Maritime et intitulé Pignon de la synagogue.
Sur le plan Vernisse de 1738 figure une représentation horizontale de l'édifice. Dans le mur est se trouve une abside courbe en saillie où étaient gardés les rouleaux sacrés de la Torah, comme dans toutes les synagogues de style roman. L'entrée du bâtiment est sur le côté ouest, c'est-à-dire en conformité avec la loi rabbinique, à l'opposé du mur auquel font face les fidèles en prière.
Les murs étaient épais de deux mètres, ce qui présume d'une grand élévation du bâtiment. Deux grandes fenêtres étaient percées dans les murs ouest et sud, ce qui laissait entrer beaucoup de lumière, en conformité avec une autre tradition talmudique. La description d'Eustache de la Quérière nous apprend que, dans la voûte qui termine l'édifice, pouvaient être aperçus des fragments de peinture, ce qui laisse supposer l'existence d'une fresque.
Peu après la destruction du bâtiment en 1886, l'archiviste Charles de Beaurepaire indique dans un article paru dans le Bulletin de la Commission des antiquités de la Seine-Inférieure (édition de 1891‐1893) que « l'appareil des murs et plus encore la hauteur de ce caveau présentaient quelque chose d’extraordinaire, et c'est un sujet de regret pour moi qu'on n'en ait point relevé exactement les dimensions, qu'on n'en ait point pris un dessin pour l'album de la Commission des Antiquités du département ». Heureusement, ce dessin existe, il a été fait par Gaston Barbier de la Serre au moment de la destruction.

### Synagogue dans l'ancienne église Sainte-Marie-la-Petite (1869-1944)
À partir de 1869, la communauté juive rouennaise se réunit dans le bâtiment de l'ancienne église Sainte-Marie-la-Petite, ainsi nommée pour la distinguer à la fois de la cathédrale Notre-Dame et de l'église Notre-Dame-de-la-Ronde, comme elle dédiées à la Vierge. Déconsacrée et vendue au cours de la Révolution française, cette église avait servi successivement d’entrepôt puis d'école avant d'être affectée en 1865 au culte israélite. Devenue synagogue, elle fut fermée par les Allemands aux premières heures de l'Occupation et transformée en poste de secours.
Le 31 mai 1944, une bombe anglaise de forte puissance la détruisit presque entièrement et la plupart des blessés réfugiés à l’intérieur des lieux avec le personnel médical trouvèrent la mort. Seul le porche subsista mais il fut rasé en décembre 1946 au cours de travaux de reconstruction de la ville.

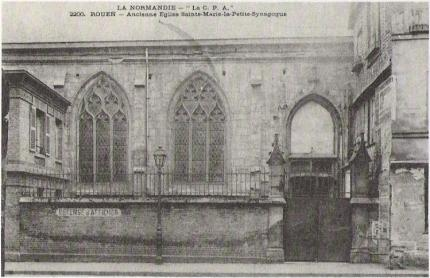
Synagogue de Rouen (ancienne église Sainte-Marie-la-Petite), 55 rue des Bons-Enfants.
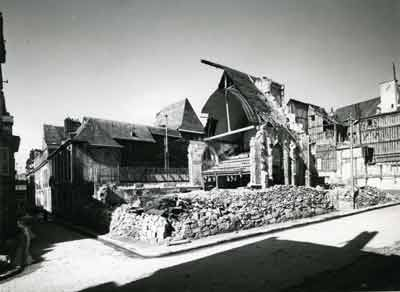
Synagogue (ex-église Sainte-Marie-la-Petite) après bombardement de 1944.

### Nouvelle synagogue (1950)
Conçue par les architectes François Herr, Robert Duménil et François Gilbert, la nouvelle synagogue est construite à l'emplacement de l'ancienne et fait l'angle des rues des Bons-Enfants et de l'Ancienne-Prison. Sa construction est achevée le 17 décembre 1950. Elle est de plan quadrangulaire et fermée au nord par un muret.
La façade principale est constituée d'un bâtiment principal auquel est accolé un grand porche d'entrée. Cette façade est percée d'une porte à l'ouest et de quatre baies rectangulaires tout en hauteur.
La façade latérale qui donne sur la rue de l'Ancienne-Prison est composée d'une avancée percée d'une baie carrée dont les remplages forment une étoile de David.
Les vitraux forment des motifs sur le thème de l'étoile de David et des dix commandements, et sont signés d'un des plus grands créateurs de vitraux de l'époque, Gabriel Loire.

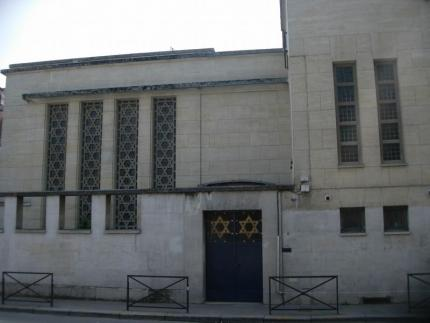
Synagogue actuelle de Rouen, façade rue des Bons-Enfants

### Statut patrimonial
La synagogue se voit attribuer le label « Architecture contemporaine remarquable » en 2001.

## L'histoire des Israélites de Rouen

### Antiquité

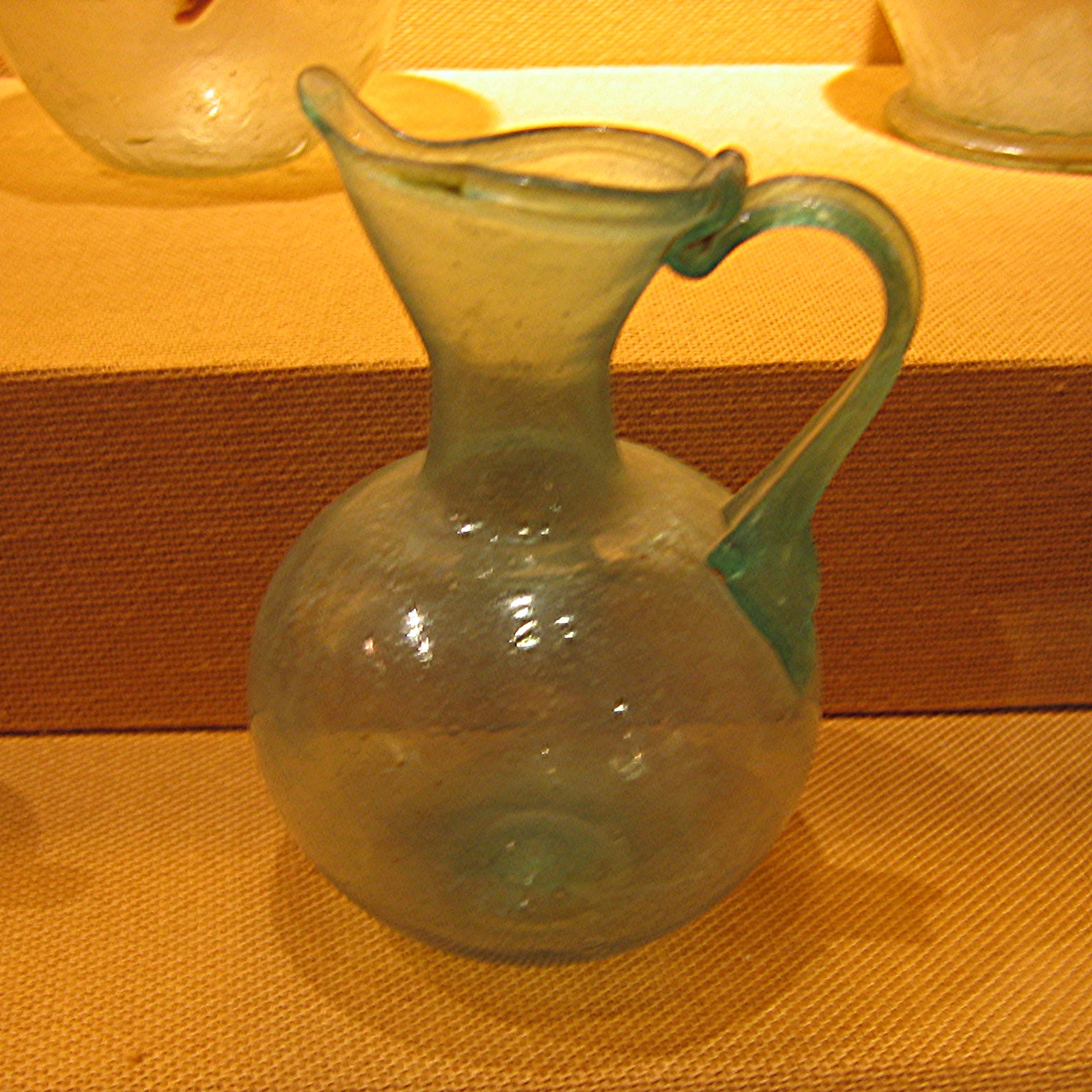
Verre romain, musée départemental des Antiquités de Rouen.

Une communauté juive s'installe à Rothomagus au moment de la colonisation romaine dans le secteur correspondant au cardo et au decumanus de la ville romaine. Cette installation est encouragée par le pouvoir romain qui veut conforter la conquête militaire de la Gaule par une implantation démographique. La présence à Rouen de cette communitas judaeorum se maintient de manière continue pendant un millénaire, malgré plusieurs massacres et jusqu’à l’expulsion des Juifs de France ordonnée par Philippe le Bel en 1306 où plus de 5 000 Juifs rouennais sont chassés de la ville,.
Dans son numéro du 19 mars 1905, le Journal de Rouen consacre deux pages aux "synagogues israélites à Rouen", brossant à grands traits l'histoire du judaïsme dans la capitale normande.

### Période ducale
1007. Un pogrom décime une partie de la population juive de Rouen.
1010-1035. Des ducs de Normandie persécutent les juifs. Le pape met fin à la persécution de 1010, mais plus tard, le juif rouennais Reuben ben Isaac doit s'enfuir vers la Palestine.
v. 1070. Guillaume le Conquérant emmène des juifs rouennais à Londres, créant ainsi la nouvelle communauté juive de l'Angleterre médiévale.
1096. Les croisés normands persécutent les juifs de Rouen, leur donnant le choix entre la mort et la conversion au christianisme.
1099. Le duc de Normandie et roi d'Angleterre Guillaume le Roux permet aux convertis le retour au judaïsme. Suit une période de reconstruction de la communauté de Rouen et de ses institutions.
1131. Par l'intermédiaire du roi Henri Ier Beauclerc, les juifs donnent des cadeaux au pape Innocent II à Rouen.
1140-1200. Épanouissement des études hébraïques à Rouen. Des exégètes de la Bible produisent une foule de commentaires et de grands tossafistes tels que Samuel ben Meïr, Menahem Vardimas ou Abraham ibn Ezra commentent et annotent le Talmud.

### Période française

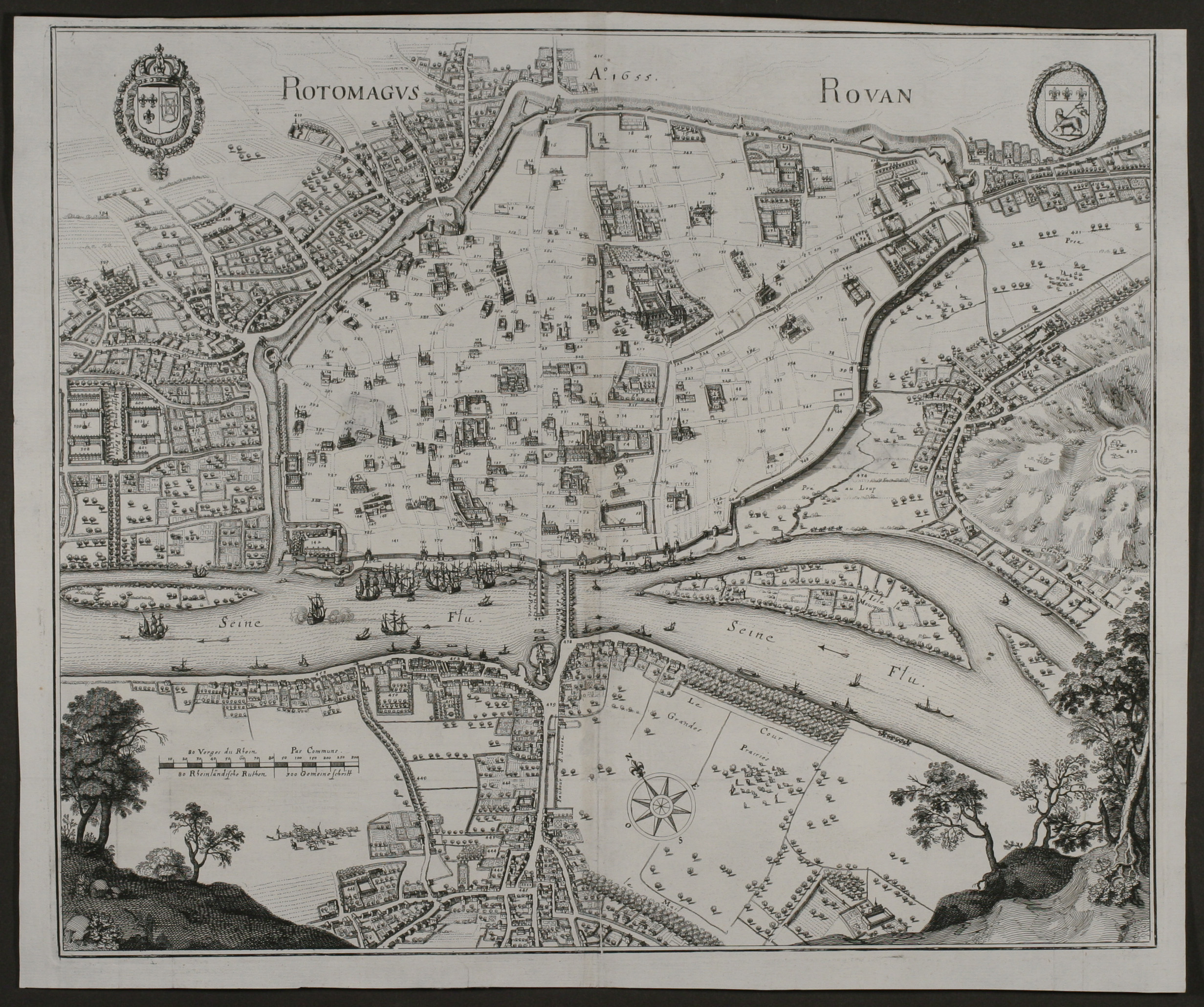
Rouen, 1657.

1182. Philippe Auguste décide d'expulser les Juifs du domaine royal français auquel la Normandie va être intégrée, puis les rappelle en 1198, avec néanmoins un statut limitant leur liberté.
1204. Philippe Auguste conquiert Rouen. Les Juifs normands se trouvent dorénavant sous la juridiction des rois de France.
1215. Le quatrième concile du Latran impose aux Juifs de France l’obligation du port d’un signe distinctif (en général une rouelle) et restreint leur accès aux charges publiques.
1220-1250. Le pouvoir royal commence à instaurer des restrictions contre les activités financières des Juifs.
1296-1299. Le Juif Calot de Rouen sert le roi Philippe le Bel comme procurateur (première autorité fiscale) des Juifs de France.
1306-1307. Expulsion des Juifs de France par Philippe le Bel. Le roi accorde ensuite à la ville le « clos aux Juifs » de Rouen avec toutes ses dépendances.

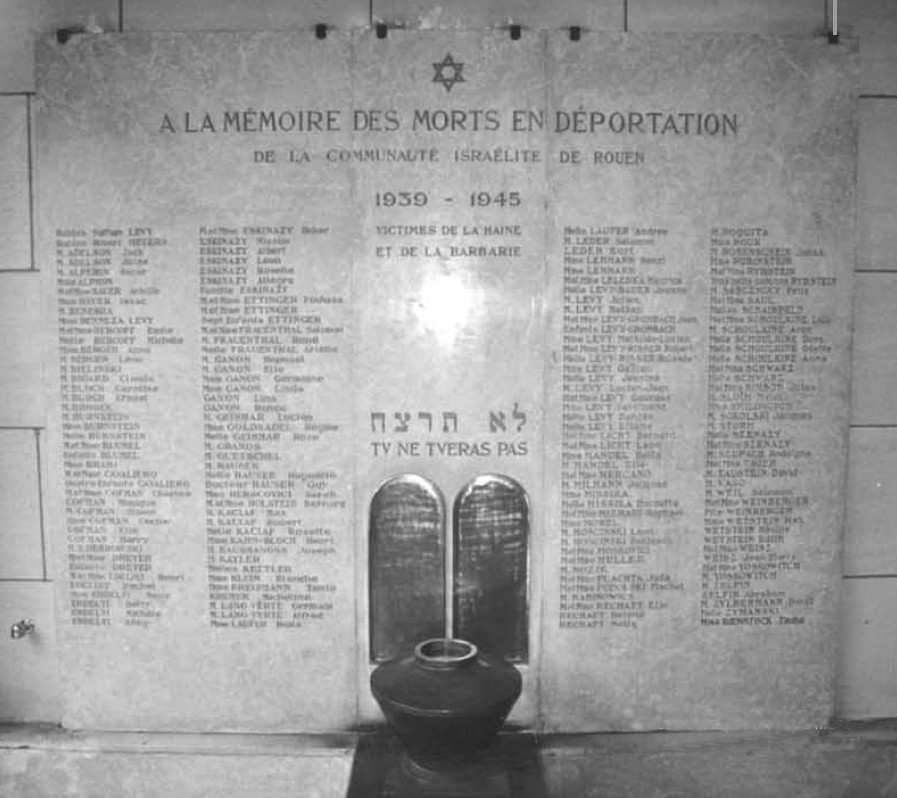
Synagogue de Rouen, plaque commémorative des victimes de déportation.

XVIe siècle. À la fin du XVIe siècle, quelques familles marranes s'installèrent à Rouen suivies par plusieurs autres vagues. Certaines d'entre elles émigrèrent ensuite vers Amsterdam, Anvers, Hambourg ou Londres.
XVIIIe siècle. La communauté marrane a presque entièrement disparu. Une nouvelle communauté juive, composée principalement de Juifs alsaciens, réapparaîtra après la Révolution et deux de ses représentants participèrent, en 1806, à la création du Consistoire central israélite de France par Napoléon Ier.

### Période contemporaine
Vers le milieu du XIXe siècle, la communauté rouennaise comptait environ 300 membres.
Dès les débuts de l'Occupation, la situation des Juifs de Rouen et des alentours s'aggrave progressivement. Arrestations et déportations commencent dès le 9 juin 1940. Deux facteurs expliquent la cruauté et l'efficacité de la persécution : les Allemands considèrent la région, proche des côtes de la Manche, comme stratégique ; une section de la Police aux questions juives, particulièrement fanatique, est désignée par le régime de Vichy pour s'occuper de "la question juive" à Rouen. C'est ainsi que la Communauté juive de Rouen paye un tribut particulièrement lourd (près de 500 victimes, soit environ 90 % des Juifs présents en 1939), par comparaison avec la population juive en France (où le pourcentage des victimes est d'environ 25 %).
La communauté actuelle, composée en majorité de Juifs séfarades venus d'Afrique du Nord, compte environ 250 familles, soit 700 personnes en 2016,.

## Exposition
À l’occasion de la réouverture du monument juif rouennais appelé « Maison sublime », le musée des Antiquités de Rouen organise durant l'été 2018 une exposition intitulée « Savants et Croyants. Les juifs d'Europe du Nord au Moyen Âge » consacrée à la vie intellectuelle et à la culture matérielle juives du Moyen Âge.

## Incendie criminel de 2024
Le 17 mai 2024, un individu armé d'un couteau et d'une barre de fer tente d'incendier la synagogue avant de s'en prendre à l'un des policiers appelés sur les lieux. Il est plus tard annoncé que « l'homme a été neutralisé par les policiers »,,.
Une partie du mobilier est dégradée et certains murs noircis par l'engin incendiaire lancé de l'extérieur.